# Christopher Haase

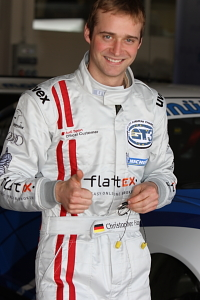
Christopher Haase in 2009

Christopher Haase (Kulmbach, 26 september 1987) is een Duits autocoureur.

## Autosportcarrière
Haase begon zijn autosportcarrière in 2006 in de ADAC Logan Cup. In 2007 stapte hij over naar de nieuwe ADAC GT Masters, waarin hij voor het team Reiter Engineering in een Lamborghini Gallardo GT3 reed. Hij won vijf races en werd hiermee de eerste kampioen van deze klasse. In 2008 bleef hij actief in het kampioenschap en behaalde hij twee zeges. Samen met zijn teamgenoot Albert von Thurn und Taxis werd hij tweede in de eindstand. Dat jaar werd hij wel kampioen in de GT4 European Cup Sports Light in een KTM X-Bow met drie overwinningen.
In 2009 stapte Haase over naar de FIA GT3, waarin hij voor Phoenix Racing in een Audi R8 LMS reed. Samen met zijn teamgenoot Christopher Mies won hij drie races en het kampioenschap. Daarnaast reed Haase in een aantal races van de ADAC GT Masters en het BFGoodrich Langstreckenmeisterschaft.
In 2010 kwam Haase uit in de FIA GT1, waarin hij samen met Peter Kox voor Reiter Engineering in een Lamborghini Murciélago R-GT reed. Hij wist daarnaast de 12 uur van Sepang te winnen. Ook won hij met Thomas Jäger in een Mercedes-Benz SLS AMG GT3 een race op de Nürburgring Nordschleife; dit was de eerste overwinning van Mercedes-Benz op dit circuit sinds 1998.
In 2011 keerde Haase terug naar de ADAC GT Masters bij Phoenix Racing. Daarnaast werd hij tweede in het Duitse GT-kampioenschap. Ook nam hij deel aan de 24 uursraces op de Nürburgring en Spa-Francorchamps. Tevens won hij een race in de FIA GT3 in een Audi R8 LMS en behaalde hij een podium in de FIA GT1 in een Lamborghini Murciélago R-GT.
In 2012 kwam Haase met een Audi R8 LMS uit voor het WRT Racing Team in de Blancpain Endurance Series. Samen met zijn teamgenoten Christopher Mies en Stéphane Ortelli werd hij kampioen in de GT3 Pro-klasse. Hiernaast reed hij in enkele races van het VLN Langstreckenmeisterschaft en in de 24 uur van de Nürburgring. In de laatste race werd hij in de SP9 GT3-klasse samen met zijn teamgenoten Marc Basseng, Frank Stippler en Markus Winkelhock afgevlagd als winnaar.
In 2013 debuteerde Haase in de 24 uur van Daytona, waarin hij in de Grand Am-klasse uitkwam. Vervolgens keerde hij terug naar de Blancpain Endurance Series, waarin hij zeventiende werd. Ook reed hij samen met Rahel Frey in de ADAC GT Masters in een Audi R8 LMS Ultra en eindigde op plaats 31 in dit kampioenschap. Verder kwam hij uit in de 24 uursraces op de Nürburgring en Spa.
In 2014 behaalde Haase pole position tijdens zijn tweede deelname aan de 24 uur van Daytona. Vanwege technische problemen kon hij dit echter niet omzetten in een overwinning. Wel kwam hij gedurende het seizoen uit in het United Sports Car Championship voor het team Paul Miller Racing in een Audi R8 LMS. Samen met zijn teamgenoot Bryce Miller werd hij tweede in de eindstand, inclusief een zege op Road Atlanta. In juni won hij samen met René Rast, Markus Winkelhock en Christian Mamerow voor het eerst de 24 uur van de Nürburgring.
In 2015 startte Haase voor het eerst in de 12 uur van Bathurst, waarin hij samen met Stéphane Ortelli en Felix Baumgartner negende werd. Hij reed opnieuw het hele seizoen in de GTD-klasse van het United Sports Car Championship; hoewel hij ditmaal geen overwinningen behaalde, stond hij wel vier keer op het podium en werd hij met zijn teamgenoot Dion von Moltke derde in de eindstand.
In 2016 keerde Haase terug naar Europa om deel te nemen aan de ADAC GT Masters en de Blancpain GT Series Sprint Cup. Hij eindigde deze kampioenschappen respectievelijk op de zeventiende en veertiende plaats. Daarnaast won hij voor Audi voor de tweede keer in de 12 uur van Sepang.

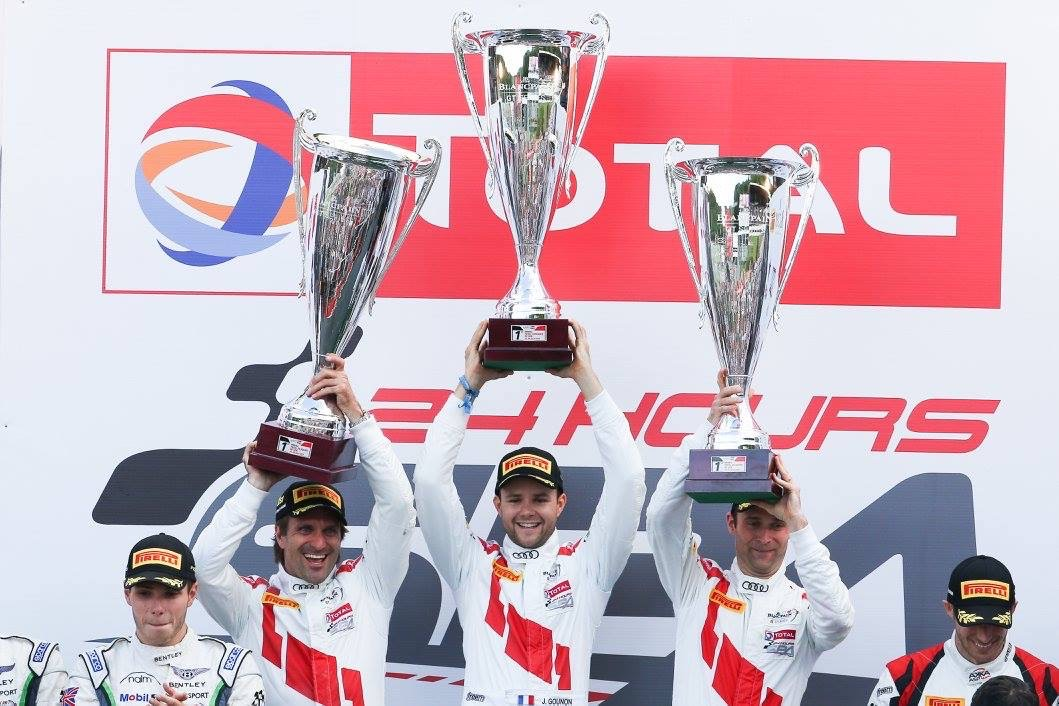
Christopher Haase (tweede van rechts) in 2017

In 2017 nam Haase deel aan de ADAC GT Masters voor het team Montaplast by Land-Motorsport samen met Jeffrey Schmidt. Hij behaalde vier podiumplaatsen en werd negende in de eindstand. Daarnaast nam hij in de Blancpain GT Series deel aan zowel de Endurance- als de Sprint-kampioenschappen, waarin hij respectievelijk achtste en zestiende werd. Tevens eindigde hij dat seizoen achter	Markus Winkelhock als tweede in de Intercontinental GT Challenge.
In 2018 werd Haase dertiende in de ADAC GT Masters voor het team BWT Mücke Motorsport. Tevens behaalde hij drie podiumplaatsen in de Blancpain GT Series Sprint Cup, waarin hij achtste in de eindstand werd, en nam hij deel aan vier races van de Blancpain GT Series Endurance Cup met een achttiende plaats in de eindstand als resultaat. Verder werd hij met Kelvin van der Linde en Markus Winkelhock derde in de 10 uur van Suzuka. Aan het eind van het seizoen werd hij opnieuw tweede in de Intercontinental GT Challenge, ditmaal achter Tristan Vautier, en behaalde hij de tweede plaats in de 12 uur van Yas Marina. Ook debuteerde hij in de FIA GT World Cup op het Circuito da Guia in Macau.
In 2019 won Haase samen met Rik Breukers, Dimitri Parhofer en Frédéric Vervisch de A6 Pro-klasse van de 24 uur van Dubai. Daarnaast werd hij twaalfde in de ADAC GT Masters (inclusief een podiumfinish op de Motorsport Arena Oschersleben) en achttiende in de Blancpain GT Series Endurance Cup.
In 2020 won Haase samen met Max Hofer een race in de ADAC GT Masters op de Lausitzring en eindigde hij het seizoen met nog twee podiumplaatsen op de vijfde plaats in het klassement. Daarnaast werd hij zevende in de GT World Challenge Europe Sprint Cup, inclusief twee podiumfinishes op het Misano World Circuit Marco Simoncelli en een op het Circuit Zandvoort, en werd hij vijftiende in de GT World Challenge Europe Endurance Cup.

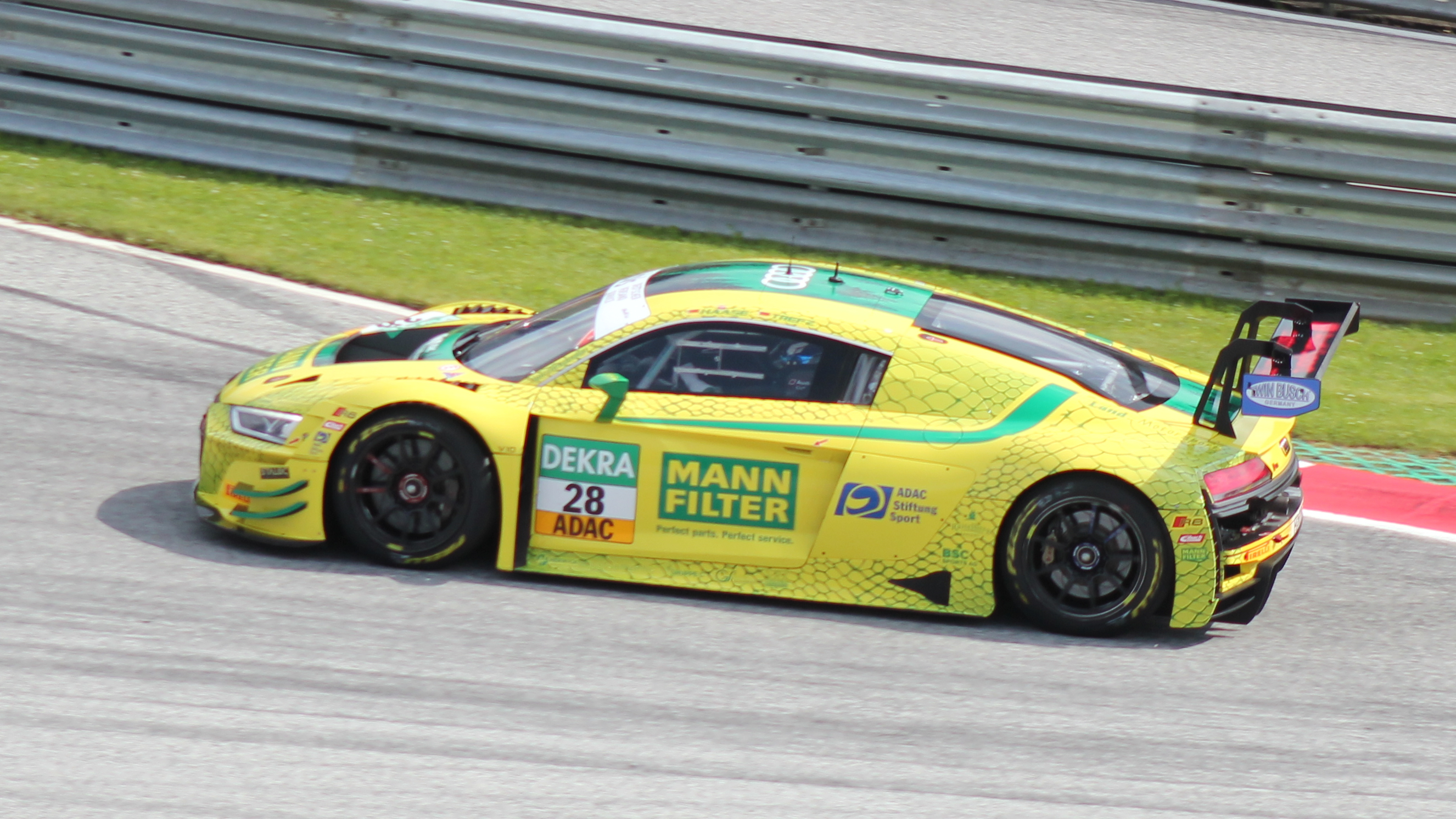
Christopher Haase op de Red Bull Ring in 2021

In 2021 eindigde Haase op plaats 26 in de ADAC GT Masters. Daarnaast werd hij elfde in de Fanatec GT World Challenge Europe en eindigde hij op plaats 24 in de Fanatec GT World Challenge Europe Endurance Cup. Dat jaar debuteerde hij ook in de DTM bij het Team Rosberg in een Audi R8 LMS Evo tijdens het weekend op de Nürburgring als eenmalige vervanger van Dev Gore. Hier behaalde hij een punt met een tiende plaats in de tweede race.